# Ermengarda de Anjou, duquesa de Bretaña
Ermengarda de Anjou (h. 1068 – 1 de junio de 1146), o Ermengarda de Bretaña, fue una noble de la casa condal de Châteaudun-Anjou y, por sus matrimonios sucesivos, duquesa de Aquitania y de Bretaña. Asimismo, fue mecenas de la abadía de Fontevrault. Ermengarda fue la regente de Bretaña en ausencia de su marido, el duque Alano IV de Bretaña, desde 1096 a 1101.

## Biografía

### Primeros años
Nacida en Angers, Ermengarda fue la única hija que tuvieron en común el conde Fulco IV de Anjou y su primera esposa, Hildegarda de Beaugency. Después de perder a su madre en 1070 a los dos años de edad, recibió una buena educación, posiblemente en la abadía de Ronceray, y se convirtió en una mujer piadosa y preocupada por la reforma religiosa, especialmente en la lucha contra la apropiación secular de los bienes de la Iglesia. En su juventud, Marbodio de Rennes destacó su inteligencia y su belleza en un poema, en el que también le ofrece su guía espiritual.

### Duquesa de Aquitania
Durante mucho tiempo se ha creído que, en 1089, se concertó su matrimonio con el joven duque y poeta Guillermo IX de Aquitania. Sin embargo, esta unión resultó ser un rotundo fracaso, ya que su marido era un mujeriego voraz cuyos romances enfurecían a su esposa. Ermengarda tenía cambios bruscos de humor, que pasaban de la vivacidad a la hosquedad, y solía atosigar a Guillermo. Asimismo, tenía la costumbre de retirarse malhumorada a un claustro después de una discusión, y rompía todo contacto con el mundo exterior, antes de reaparecer inesperadamente en la corte como si nunca hubiera ocurrido su ausencia. Este comportamiento, unido a su incapacidad para concebir un hijo, motivó a Guillermo devolvérsela a su padre y a disolver la unión en 1091.
Tanto Marion Meade como Alison Weir han calificado de «esquizofrénica» la conducta que tuvo Ermengarda durante su matrimonio con el duque, a lo que Weir añade como sugerencia una «depresión maníaca».
Sin embargo, la investigación crítica que Ruth Harvey realizó en 1993 demuestra que la conjetura de que Guillermo se casó con Ermengarda se basa en gran medida en el error de una fuente secundaria, y es muy probable que fuera Felipa de Tolosa la única esposa de Guillermo. En otras investigaciones se ha descubierto que la creencia de que estuvo casado con «Hermingerda», hija de Fulco IV de Anjou, se basa en la crónica de Guillermo de Tiro, una fuente muy poco fiable que se escribió entre 1169 y 1187, más de setenta años después de que tuvieran lugar los hechos en cuestión. Este autor erró al identificar a la madre de Ermengarda como Bertrada de Montfort, la hermana de Amalarico de Montfort, cuando en realidad su madre era Audearde o Hildegarda de Beaugency. La crónica de Tiro carece de cualquier corroboración contemporánea, puesto que en ningún texto primario se menciona una unión entre Guillermo y Ermengarda. Por lo tanto, no solo es poco probable que Guillermo se casara con Ermengarda de Anjou, sino que es factible que nunca hubiera estado casado con una mujer llamada Ermengarda.
No obstante, Stephen Philp, poeta e historiador de la Edad Media, ha contraargumentado que el aparente error de Tiro con los nombres no es en sí mismo una prueba de que nunca tuvo lugar la unión entre Guillermo y una mujer llamada Ermengarda, sobre todo porque en varias fuentes se ofrecen vívidos relatos del matrimonio y su situación posterior.

### Duquesa y regente de Bretaña
En 1092 o 1093, su padre la casó con el duque Alano IV de Bretaña, probablemente con el fin de lograr una alianza contra Normandía, que en ese momento estaba bajo el control de Roberto, hijo de Guillermo I de Inglaterra. Si bien su matrimonio se concertó por motivos políticos, no por ello se habría considerado a Ermengarda inferior a su marido. Era habitual que las mujeres de la nobleza francesa del siglo XII ejercieran incluso más poder político que sus cónyuges. De esta unión nacieron tres hijos: el futuro duque Conan III, Havoisa y Godofredo. Asimismo, se ha sugerido la posibilidad de que Ermengarda criara a su hermanastro Fulco V junto a sus propios hijos durante su etapa de duquesa.
Ermengarda, que no parecía estar contenta en su matrimonio con Alano IV, trató en repetidas ocasiones que anularan la unión para poder dedicarse a la vida religiosa y no a la pública. Las autoridades religiosas denegaron sus peticiones porque carecía de testigo que respaldara su alegato de consanguinidad. Roberto de Arbrissel, con el que mantenía correspondencia, le dijo que era su «deber permanecer en el mundo, a pesar de vuestro deseo de abandonarlo, y cumplir la voluntad de Dios en cuanto a vos». Esta carta de Arbrissel contiene más de 100 referencias bíblicas, así como referencias a algunos líderes religiosos y poetas romanos, lo que demuestra que Roberto sabía que Ermengarda era inteligente y culta. Durante la Edad Media, no era raro que las mujeres nobles recibieran una mejor educación que los hombres y estuvieran más alfabetizadas que ellos, ya que se esperaba que las mujeres se encargaran de sus propios bienes y los de su marido.
Asimismo, se sabe que Ermengarda recibía consejos de otros líderes religiosos, entre ellos Geoffroi de Vendôme y Bernardo de Claraval. Algunos académicos, como Shawn Madison Krahmer, han mencionado que las cartas que se conservan de Bernardo a Ermengarda reflejan un nivel de cercanía y afecto que daría a entender una estrecha amistad entre ambos, en lugar de una simple correspondencia de orientación.
Cuando su marido partió hacia Palestina en 1096 para participar en la Primera cruzada, Ermengarda ejerció de regente del ducado de Bretaña desde 1096 hasta 1101. A pesar de ser una época de inseguridad política en Bretaña, Ermengarda resultó ser una gobernante popular y eficaz que mantuvo la estabilidad durante la ausencia del duque valiéndose de sus lazos familiares y alianzas. Cuando Alano regresó de las cruzadas, Ermengarda siguió gobernando de manera activa junto a él. Asimismo, desempeñó un eficaz papel político al tener estrechos vínculos con la Iglesia y cierto nivel de influencia sobre ésta, y se convirtió en una importante defensora de las reformas. En una carta a Ermengarda, Godofredo de Vendome elogió sus dotes de mando, y dijo que ella «luchaba por Dios en lugar de estar enredada en los asuntos mundanos».
Pasó poco tiempo en Rennes o en el oeste de Bretaña, ya que prefería Nantes y la región de Saumur. Influida por Roberto de Arbrissel, dio su visto bueno a la expansión de la abadía de Fontevraud, a la que se retiró desde 1103 a 1105 al tener problemas conyugales con Alano. En 1112, su marido abdicó de su cargo como duque e ingresó como monje en el monasterio de Redon, donde permaneció hasta su muerte. Ermengarda siguió gobernando durante muchos años el condado junto a su hijo, Conan III.

### Años posteriores
Durante su matrimonio con el duque Alano IV de Bretaña, Ermengarda trató en repetidas ocasiones de hacerse monja; sin embargo, siempre la rechazaban porque estaba casada. Era habitual que las mujeres de la nobleza se retiraran a un monasterio al final de su vida, pero era raro que estas nobles hicieran votos religiosos como intentó Ermengarda. Hacia 1116, Ermengarda residía en la abadía de Fontevraud, donde, al parecer, se hizo amiga de Felipa de Tolosa, la esposa de su primer marido. En 1118, tras la muerte de Felipa, Ermengarda decidió vengar a su difunta amiga. Se dirigió al sur de Fontevraud, a la corte de su antiguo marido, Guillermo de Aquitania, donde le exigió que la reconociera como legítima duquesa, pero el duque desoyó esta notable petición. Por ello, en octubre de 1119, se presentó de improviso en el concilio de Reims, celebrado por el papa Calixto II, y le exigió a éste que excomulgara a Guillermo, expulsara a la amante del duque del palacio ducal y la restituyera a ella en su legítimo lugar como duquesa de Aquitania. El papa «se negó a recibirla»; no obstante, Ermengarda siguió importunando a Guillermo durante varios años.
En 1121, Ermengarda y su hermanastro, Fulco V de Anjou, fundaron un monasterio cisterciense en Anjou, ubicado en Louroux. En 1129, los hermanos firmaron una carta con la que hacían entrega de una dotación a la abadía de Ronceray en nombre de su padre, y donaron unos regalos a las monjas.
Después de que Fulco se marchara a Tierra Santa para convertirse en rey de Jerusalén (h. 1128), Bernardo de Claraval le permitió a Ermengarda hacerse monja cisterciense en el priorato de Larrey, cerca de Dijon, en 1130. Dejó la institución hacia 1132, y visitó a su hermano Fulco, que acababa de ser coronado como rey. Durante su visita a Fulco en Tierra Santa, Ermengarda patrocinó la construcción de una iglesia en Nablus, cerca del pozo de Jacob. Posteriormente, pasó cierto tiempo en el convento de Santa Ana (Jerusalén), hasta que una rebelión liderada por el conde Hugo II de Jaffa destituyó a su hermano. Al regresar a Bretaña alrededor de 1134, ella y su hijo Conan fundaron el monasterio cisterciense de Benzay, cerca de Nantes, en 1135.

### Fallecimiento
En algún momento, Ermengarda se fue de cruzada a Palestina; volvió diez años después, y algunos historiadores creen que su vida acabó en Jerusalén, en el convento de santa Ana. Sin embargo, en las listas de obituarios de la abadía de Redon consta la fecha de una defunción que tuvo lugar en Redon en 1146, donde estaba sepultado su segundo marido. Se cree que murió en calidad de monja. Las contradicciones en torno a su fallecimiento y los datos de su entierro tal vez indiquen que, en realidad, murió en Jerusalén, y que trasladaron su cuerpo a Redon posteriormente.